# Міхай Пінтілій
Міхай Пінтілій (рум. Mihai Pintilii, нар. 9 листопада 1984, Ясси) — румунський футболіст, півзахисник клубу «Стяуа» та національної збірної Румунії.

## Клубна кар'єра
У дорослому футболі дебютував 2005 року виступами за рідний «Осер» (Лугой), в якому провів один сезон у другому за рівнем дивізіоні Румунії, взявши участь у 15 матчах чемпіонату.
Згодом з 2006 по 2012 рік грав у складі румунських клубів «Жиул» (Петрошань), «Інтернаціонал» (Куртя-де-Арджеш) та «Пандурій».
Своєю грою за останню команду привернув увагу представників тренерського штабу клубу «Стяуа», до складу якого приєднався у травні 2012 року за суму 850 тис. євро. Його колишній клуб «Пандурій», крім грошей, також отримав півзахисника Міхая Редута. Протягом двох наступних сезонів Пінтілій став з командою чемпіоном Румунії, а також одного разу виграв національний суперкубок, забивши один з голів у ворота «Петролула».
7 червня 2014 року Пінтілій підписав трирічний контракт з маудівським клубом «Аль-Гіляль», якому допоміг вийти у фінал Ліги чемпіонів АФК 2014 року, де за сумою двох матчів його партнери поступилися «Вестерн Сідней Вондерерзу», після чого недовго на правах оренди грав за «Пандурій». 
19 червня 2015 року Пінтілій підписав трирічний контракт з ізраїльським «Хапоелем» (Тель-Авів), проте провів у команді лише півроку, після чого повернувся в «Стяуа». Відтоді встиг відіграти за бухарестську команду 11 матчів у національному чемпіонаті.

## Виступи за збірну
10 серпня 2011 року дебютував в офіційних іграх у складі національної збірної Румунії в товариському матчі проти збірної Сан-Марино (1:0), замінивши в перерві Габріеля Мурешана.
У травні 2016 року був включений до заявки національної команди для участі у фінальній частині чемпіонату Європи у Франції.
Наразі провів у формі головної команди країни 34 матчі, забивши 1 гол.

## Титули і досягнення
- Чемпіон Румунії (2):

«Стяуа»: 2012-13, 2013-14
- Володар Суперкубка Румунії (1):

«Стяуа»: 2013
- Володар Кубка румунської ліги (1):

«Стяуа»: 2015-16